# Австрийская народная партия
Австрийская народная партия (АНП, нем. Österreichische Volkspartei (ÖVP)) — австрийская политическая партия.
Основана 17 апреля 1945 и с этого времени является одним из основных действующих лиц австрийской политической жизни. По своей идеологии и демографическим характеристикам электората аналогична ХДС (Германия).

## Идеология
- Классическая консервативная партия, выступает за сохранение традиций и стабильность общественного порядка
- Выступает за развитие частной инициативы, которую считает основным двигателем экономического развития и процветания
- Приверженность традиционным католическим представлениям о нравственности
- Антисоциализм
- Экономический либерализм — сокращение общественного сектора, дерегулирование экономики, сокращение социальных программ
- Поддержка европейской интеграции

## Электорат
Пользуется популярностью в основном у служащих (в том числе у большинства госслужащих), крупных собственников, фермеров.
Производственные работники Австрии в основном поддерживают Социал-демократическую партию Австрии и Партию свободы. В целом, электорат АНП составляют сравнительно образованные и обеспеченные люди. Также партия пользуется растущей популярностью у молодых избирателей.

## История
АНП считается преемницей Христианско-социальной партии, основанной в 1893.
В своём сегодняшнем виде она была создана сразу же после восстановления самостоятельности Австрии в 1945; с тех пор она всегда была представлена в обеих палатах парламента Австрии. Партия состояла из шести организаций: Хозяйственного союза, Союза рабочих и служащих, Крестьянского союза женского и молодёжного объединений, Союза пенсионеров.
По числу мест в парламенте АНП постоянно была первой или второй, а поэтому возглавляла или по крайней мере была младшим партнёром в большинстве федеральных кабинетов Австрии. В 1966 году образовало однопартийное правительство: пост федерального канцлера занял Йозеф Клаус, вице-канцлера и министра торговли, ремесла и промышленности — Фриц Бок, министра иностранных дел — Луйо Тончич-Зоринь, министра обороны — Георг Прадер, но на выборах в марте 1970 года АНП потеряла абсолютное и относительное большинство в парламенте.
Так как партия тесно связана с католической церковью, то на уровне земель АНП постоянно контролировала правительства сельских земель с глубоко религиозным населением — Нижняя Австрия, Верхняя Австрия, Зальцбург, Штирия, Тироль и Форарльберг. В принципе АНП могла бы безраздельно господствовать в политической жизни Австрии, если бы не сравнительно густонаселённый столичный регион Вены, который поддерживает Социал-демократическую партию Австрии.
После парламентских выборов 1999 АНП в 2000 сформировала коалиционное правительство с правой популистской Австрийской партией свободы Йорга Хайдера. Это решение вызвало бурю возмущения в Европе, и страны Евросоюза даже на несколько месяцев ввели своего рода дипломатические санкции на федеральное правительство Австрии.
На следующих парламентских выборах в ноябре 2002 АНП под руководством федерального канцлера Вольфганга Шюсселя добилась полной победы, завоевав 42,27 % голосов. Австрийская партия свободы Йорга Хайдера, которая в 1999 получила больше голосов, чем АНП, на этот раз смогла завоевать лишь 10,16 % голосов. Коалиция, тем не менее, была сохранена. В апреле 2005 Йорг Хайдер и группа видных деятелей АПС покинули свою партию и создали новую — «Альянс за будущее Австрии». Эта новая партия стала младшим партнёром в правительственной коалиции Австрии, заменив АПС.
На досрочных парламентских выборах, прошедших 29 сентября 2019 года, партия одержала победу.

## Руководители АНП
- Леопольд Фигль (1945—1953)
- Юлиус Рааб (1953—1961)
- Альфонс Горбах (1961—1964)
- Йозеф Клаус (1964—1970)
- Герман Витхальм (1970—1972)
- Карл Шляйнцер (1972—1975)
- Йозеф Таус (1975—1979)
- Алоиз Мок (1979—1989)
- Йозеф Риглер (1989—1991)
- Эрхард Бузек (1991—1995)
- Вольфганг Шюссель (1995—2007)
- Вильгельм Мольтерер (2007—2008)
- Йозеф Прёлль (2008—2011)
- Михаэль Шпинделеггер (2011—2014)
- Райнхольд Миттерленер (2014—2017)
- Себастьян Курц (2017—2021)
- Карл Нехаммер (2021—2025)
- Кристиан Штокер (с 2025)

## Федеральные канцлеры Австрии(АНП)
- Леопольд Фигль (1945—1953)
- Юлиус Рааб (1953—1961)
- Альфонс Горбах (1961—1964)
- Йозеф Клаус (1964—1970)
- Вольфганг Шюссель (2000—2007)
- Себастьян Курц (2017—2019, 2020—2021)
- Александер Шалленберг (2021)
- Карл Нехаммер (2021—2025)
- Кристиан Штокер (с 2025)